# جمهورية القراصنة
جمهورية القراصنة هي منطقة كانت مركزاً قديماً لأخطر قراصنة البحر الكاريبي أثناء العصر الذهبي للقراصنة، ووصفت بجمهورية القراصنة نسبةً لنظام حكمها ولإتباعها قوانين القراصنة، حيث كان يتم اختيار الرئيس تبعاً للتصويت الديمقراطي للقراصنة. تأسست في سنة 1703 بعد أن تمكن مجموعة من القراصنة والخارجين عن القانون من السيطرة على مجموعة جزر في الكاريبي منها جزر الباهاما والجزر الواقعة شمال كوبا. تمركز بها عدة قراصنة مشهورين مثل اللحية السوداء وستيد بوني وكاليكو جاك وسام بيلامي وبينجامين هورنغولد وآن بوني وماري ريد وتشارلز فاين، وعلى الرغم من عدائهم تجاه بعضهم بعضاً إلا أنهم أسسوا هناك مجموعة قراصنة تحت اسم المتفجرون الطائرون. ذكر بأنها احتوت على أكثر من 5000 قرصان وقاموا أنذاك بمحاربة كل البحريات الفرنسية والإسبانية. أما الإنجليز ففضلوا تركهم وعدم مهاجمتهم طالما لم يهاجموا البحرية الإنجليزية. لكن في سنة 1716 أمر الملك جورج الأول القرصان المفوض وودز روجرز بمهاجمة الجزر وإنهاء عصر القراصنة وتمكن من ذلك وجعل البهاماس تحت السيطرة البريطانية.